# ワイワイキング
ワイワイキング（WAIWAIKING）は、日本のお笑いコンビ。2011年4月に結成。

## メンバー
レオナルドカズ（れおなるどかず、1992年12月16日 - ）
- 身長178cm、血液型O型、東京都世田谷区出身。

苔むし地蔵（こけむしじぞう、（本名:口石　悠太（くちいし　ゆうた））1991年12月20日 - ）
- 身長156cm、神奈川県相模原市出身。

神奈川県立麻溝台高等学校卒業後、一浪を経て日本大学文理学部・大学院文学研究科及び総合基礎科学研究科 入学。阪神タイガースの熱狂的ファンである。中学で、3年間卓球部に所属していたが高校ではテニス部に所属していた。高校時代は両腕を前方に突き出し、急激に脚を曲げ臀部から着地するテディベアを持ちギャグとしていた。

## 概要
日本大学文理学部落語研究会の新人歓迎会で二人は出会う。フランスピアノのなかがわりょうも同級生である。会ったその日にコンビを結成。活動9年目まで「ファウルチップ」というコンビ名で活動していた。レオナルドカズの強い希望で「ワイワイキング」に改名。漫才、コントを両方行い、その結果、学校内で問題となりYouTubeでの活動を停止していたが、学校を辞め活動を再開している。

## 出演
ライブ
- イイね(笑)ライブ（トゥインクルコーポレーション主催）
- 笑リーマン（無職系YouTuberオツクソ主催）